# فيكتور اندرادي
فيكتور اندرادي (بالبرتغالية: Victor Andrade) (30 سبتمبر 1995 البرازيل - ) هو لاعب كرة قدم برازيلي، يلعب كمهاجم.

## روابط خارجية
- فيكتور اندرادي على موقع دوري كوريا الجنوبية (الإنجليزية)
- فيكتور اندرادي على موقع قاعدة بيانات كرة القدم.إي يو (الإنجليزية)
- فيكتور اندرادي على موقع Soccerway.com (الإنجليزية)
- فيكتور اندرادي على موقع عالم كرة القدم.نت (الإنجليزية)
- فيكتور اندرادي على موقع AS.com (الإسبانية)